# Steger
|  | Per a altres significats, vegeu «Emile Steger». |

Steger és una població dels Estats Units a l'estat d'Illinois. Segons el cens del 2000 tenia 9.682 habitants.

## Demografia
Segons el cens del 2000, Steger tenia 9.682 habitants, 3.862 habitatges, i 2.506 famílies. La densitat de població era de 1.062 habitants/km².
Dels 3.862 habitatges en un 31,4% hi vivien nens de menys de 18 anys, en un 49,6% hi vivien parelles casades, en un 10,4% dones solteres, i en un 35,1% no eren unitats familiars. En el 29,9% dels habitatges hi vivien persones soles el 9,7% de les quals corresponia a persones de 65 anys o més que vivien soles. El nombre mitjà de persones vivint en cada habitatge era de 2,51 i el nombre mitjà de persones que vivien en cada família era de 3,15.
Per edats la població es repartia de la següent manera: un 25% tenia menys de 18 anys, un 9,6% entre 18 i 24, un 33,1% entre 25 i 44, un 21% de 45 a 60 i un 11,3% 65 anys o més.
L'edat mediana era de 34 anys. Per cada 100 dones de 18 o més anys hi havia 98,8 homes.
La renda mediana per habitatge era de 43.275 $ i la renda mediana per família de 54.347 $. Els homes tenien una renda mediana de 40.598 $ mentre que les dones 26.398 $. La renda per capita de la població era de 19.816 $. Aproximadament el 6% de les famílies i el 8,5% de la població estaven per davall del llindar de pobresa.

## Poblacions properes
El següent diagrama mostra les poblacions més properes.